# Barcheria
Barcheria es un género de hongos perteneciente a la familia Agaricaceae. El género es  monotípico, su una única especie es Barcheria willisiana.